# 四裂无柱兰
四裂无柱兰（学名：Amitostigma basifoliatum）为兰科无柱兰属的植物，为中国的特有植物。分布在中国大陆的云南、四川等地，生长于海拔2,650米至3,800米的地区，多生长在山坡林下阴温地或山坡草地，目前尚未由人工引种栽培。